# Kevin Wysocki
Kevin Wysocki (* 22. Juni 1987) ist ein ehemaliger deutsch-polnischer Basketballspieler.

## Werdegang
Wysocki, Sohn von Krzysztof Wysocki und Bruder von Konrad Wysocki, verbrachte als Jugendlicher ein Jahr in den Vereinigten Staaten und spielte während der Saison 2004/05 für die Mannschaft der Sacred Heart High School im Bundesstaat New Jersey. Der zwei Meter große Flügelspieler gehörte 2005/06 zum Zweitligaaufgebot der Dragons Rhöndorf und 2006/07 in derselben Liga der NVV Lions Mönchengladbach. Im Sommer 2007 stand Wysocki im erweiterten Aufgebot der deutschen U20-Nationalmannschaft.
Im Vorfeld der Saison 2007/08 wurde Wysocki vom Bundesligisten EnBW Ludwigsburg unter Vertrag genommen, kam aber in der höchsten deutschen Spielklasse nicht zum Einsatz, sondern sammelte Erfahrung bei den Kirchheim Knights (2. Bundesliga ProB). Seinen ersten Bundesliga-Einsatz bestritt Wysocki während der Saison 2008/09 in den Farben der New Yorker Phantoms Braunschweig. Bis Dezember 2009 kam er für Braunschweig auf 13 Bundesliga-Spiele, zusätzlich spielte er für die SG Braunschweig in der zweiten Liga. Er verließ Braunschweig im Dezember 2009 und wechselte zum Zweitligisten Science City Jena. Sein Vertrag in Jena lief im Dezember 2010 aus und wurde nicht verlängert. Im weiteren Verlauf der Saison 2010/11 spielte Wysocki für die s.Oliver Baskets Würzburg und schaffte mit der Mannschaft den Bundesliga-Aufstieg.
Wysocki war in der Saison 2011/12 Mitglied der Zweitligamannschaft von ETB Essen. Nach dem Ende der Saison verließ er Essen, ab Dezember 2012 spielte er erneut für Science City Jena. Der Zweitliganeuling Otto Baskets Magdeburg verpflichtete den Flügelspieler für die Saison 2013/14, im Januar 2014 wechselte er zur BG Leitershofen/Stadtbergen in die 2. Bundesliga ProB. Im Spieljahr 2014/15 setzte Wysocki seine Laufbahn in Polen fort und stand beim Erstligisten Jezioro Tarnobrzeg unter Vertrag, für den er in 29 Einsätzen im Durchschnitt 10,1 Punkte erzielte.
Wysocki war im Anschluss an den Abstecher in die polnische Liga einige Monate vereinslos, ab Dezember 2015 gehörte er den ScanPlus Baskets Elchingen (2. Bundesliga ProB) an. Wysocki verließ die Mannschaft am Saisonende 2015/16, verstärkte während des Folgespieljahres 2016/17 in sechs Partien den Regionalligisten TS Herzogenaurach und spielte in der Saison 2017/18 wieder für Elchingen in der 2. Bundesliga ProB. Ende Dezember 2017 kam es aus Verletzungsgründen zur Trennung, hernach trat er im Leistungsbasketball nicht mehr in Erscheinung.